# Reepsholt
Reepsholt est un quartier de la commune de Friedeburg, dans le Land de Basse-Saxe.

## Histoire
La fondation de Reepsholt remonte à une donation des sœurs Wendila et Reingert au diocèse de Brême  en 983. Le diocèse y installe bientôt des moines, qui cultivent la terre et construisent l'abbaye de Reepsholt au sud-est de l'église actuelle.
L'église Saint-Maurice actuelle est construite vers 1200 et est l'église paroissiale depuis sa construction. En revanche, l'église abbatiale se trouvait à proximité immédiate. Au XIVe siècle, un clocher est ajouté du côté ouest de Saint-Maurice, mais il est détruit lors d'un siège en 1474. Depuis lors, les ruines constituent l'emblème de la ville et l'un des bâtiments les plus célèbres de l'arrondissement de Wittmund. Au Moyen Âge, Reepsholt est l'un des villages en hauteur de la Frise orientale.
Le 1er juillet 1972, les communes d' Abickhafe, Dose, Hoheesche und Reepsholt fusionnent pour former la commune de Reepsholt. Dans le cadre de la réforme municipale du 16 août 1972, la commune de Friedeburg est formée à partir des communes de Bentstreek, Etzel, Friedeburg, Hesel, Horsten, Marx, Reepsholt, Wiesede et Wiesedermeer.
Outre l'église, deux maisons à Gulf sont classées monuments architecturaux.